# Sabrina B. Karine
Sabrina B. Karine, née le 20 août 1984 à Couchey, est une scénariste et réalisatrice française. Elle co-écrit avec Alice Vial le film Les Innocentes, réalisé par Anne Fontaine et travaille également pour la télévision sur la série Dix pour cent.

## Éléments biographiques
En 2009/2010, elle est contactée avec Alice Vial par un auteur, Philippe Maynial, qui leur suggère une idée de film à partir d'un épisode de la vie de sa tante, Madeleine Pauliac. Celle-ci, médecin, lieutenant dans la Première armée française, a été  chargée à la Libération, en 1944/1945, d'aider au rapatriement des centaines de milliers de Français détenus dans les camps de concentration. Elle est envoyée à Moscou puis à Varsovie. Elle est aidée par 11 femmes infirmières de la Croix-Rouge française qui viennent avec leurs ambulances . Ces femmes vont sillonner la Pologne. Philippe Maynial les connaissait pour avoir été président d'un concours de scénaristes,. À partir de cette histoire réelle de femmes, un scénario est travaillé pendant quatre ans. Ceci donne le film Les Innocentes , d’Anne Fontaine. Le film est nommé aux César 2017 dans les catégories meilleur film,  meilleure réalisation, meilleure photo, mais aussi meilleur scénario, un scénario co-écrit par Sabrina B. Karine, Alice Vial, ainsi que Pascal Bonitzer et Anne Fontaine.
Elle travaille ensuite sur différents sujets dont des séries télévisées : « La différence avec le cinéma, où on porte parfois un scénario trois à quatre ans, c’est qu’on a très peu de temps ».

## Filmographie

### Scénariste

#### Cinéma
- 2016 : Les Innocentes réalisé par Anne Fontaine[6],[7]
- 2019 : La Dernière Vie de Simon de Léo Karmann

#### Télévision
- 2017 :  Kaboul Kitchen - saison 3 (épisode 7)
- 2015 :  Dix pour cent - saison 1 (épisode 1, épisode 4 et épisode 5)
- 2016 : Dix pour cent - saison 2 ( épisode 1, épisode 2)
- 2013 : Fais pas ci, fais pas ça - saison 6 (épisode 5 et épisode 8)

### Réalisatrice

#### Courts-métrages
- 2014 : French It Up!

### Nominations
- 2017 : Nommée aux César dans la catégorie  Meilleur scénario original pour Les Innocentes
- 2016 : Sélection au Festival de Sundance pour Les Innocentes[8],[9]
- 2016 : Les Innocentes est l'un des 4 films présélectionnés pour représenter la France aux Oscars[Note 1],[10],[11]